# Mycetophila flavoconjuncta
Mycetophila flavoconjuncta är en tvåvingeart som beskrevs av Duret 1987. Mycetophila flavoconjuncta ingår i släktet Mycetophila och familjen svampmyggor. Inga underarter finns listade i Catalogue of Life.